# Horożanka
Horożanka (ukr. Горожанка) – wieś w rejonie czortkowskim obwodu tarnopolskiego, założona w 1445 r. W latach 1556–1635 występowała w dokumentach jako miasto. Przed 1615 r. erygowano tu parafię rzymskokatolicką. W II Rzeczypospolitej miejscowość była siedzibą gminy wiejskiej Horożanka w powiecie podhajeckim województwa tarnopolskiego. W 1934 r. w skład tej gminy oprócz Horożanki weszły dotychczasowe gminy wiejskie: Dryszczów, Hnilcze i Panowice.

## Historia
W 1921 r. wieś posiadała 468 zagród i 2528 mieszkańców, w tym 1559 Rusinów, 874 Polaków oraz 95 Żydów i innej narodowości. W okresie II wojny światowej miały tutaj miejsce zbrodnie nacjonalistów ukraińskich na polskiej ludności cywilnej. W nocy z 18 na 19 września 1939 r. członkowie OUN spalili żywcem 5-osobową rodzinę nauczycieli Jana i Heleny Groszków. W następnych latach zamordowali kolejne osoby, łącznie 39.
W Horożance urodził się Jan Selwa (1925-2018) - doc. dr hab., pracownik naukowy Wydział Prawa i Administracji Uniwersytetu Wrocławskiego, współzałożyciel Stowarzyszenia Upamiętnienia Ofiar Zbrodni Ukraińskich Nacjonalistów i periodyku "Na Rubieży".

## Zabytki
- Zamek w Horożance[7] – XVI-wieczny zamek obronny
- Kościół pw. Wniebowzięcia NMP (drewniany, 1792)
- Kościół pw. Ducha Świętego, murowany, zbudowany w 1821 r. na miejscu spalonego, drewnianego kościoła; w 1943 r. opuszczony i zamieniony na spichlerz, obecnie w stanie ruiny[8].

## Galeria

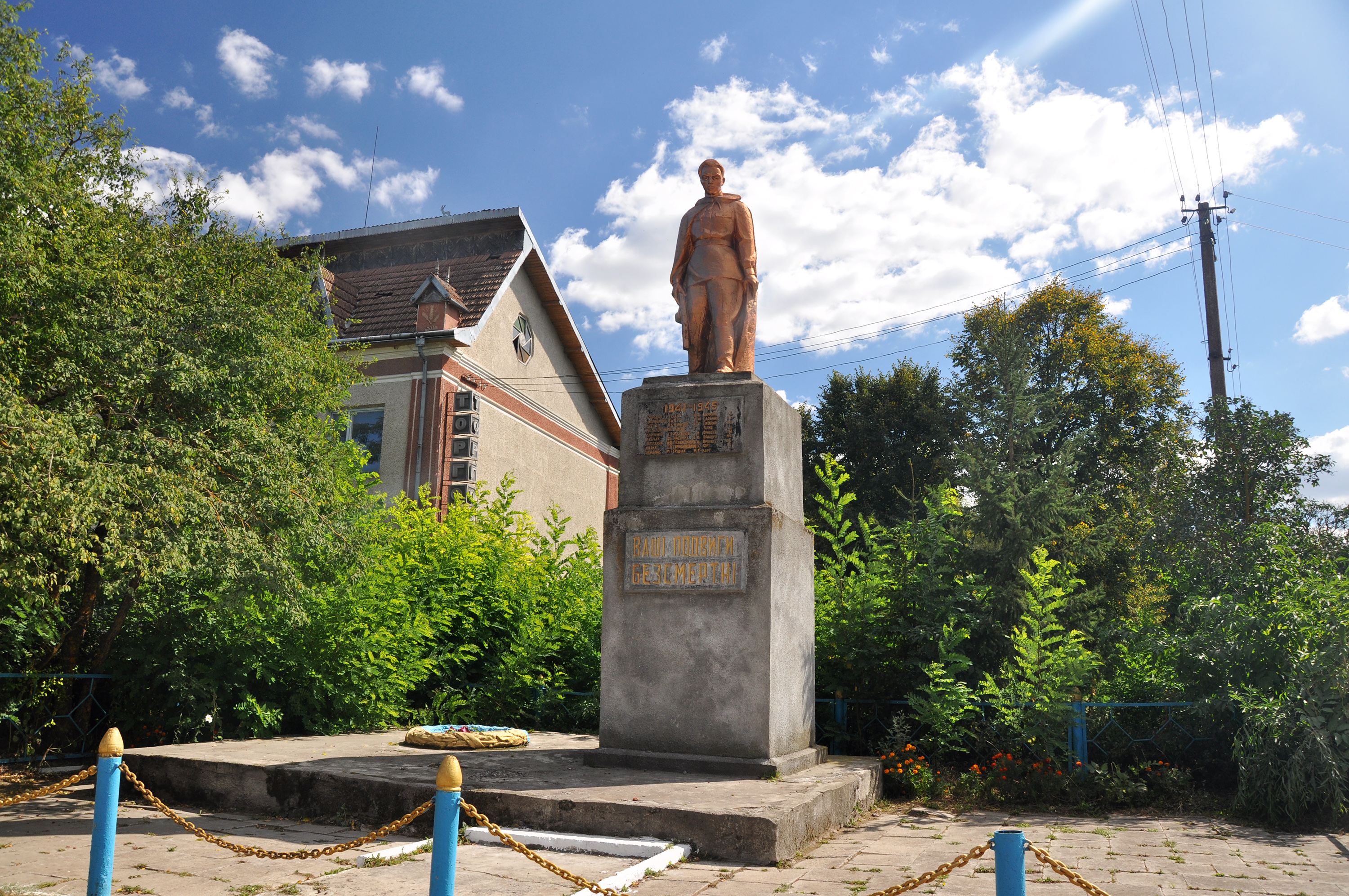
Pomnik pamięci żołnierzy zabitych podczas II wojny światowej
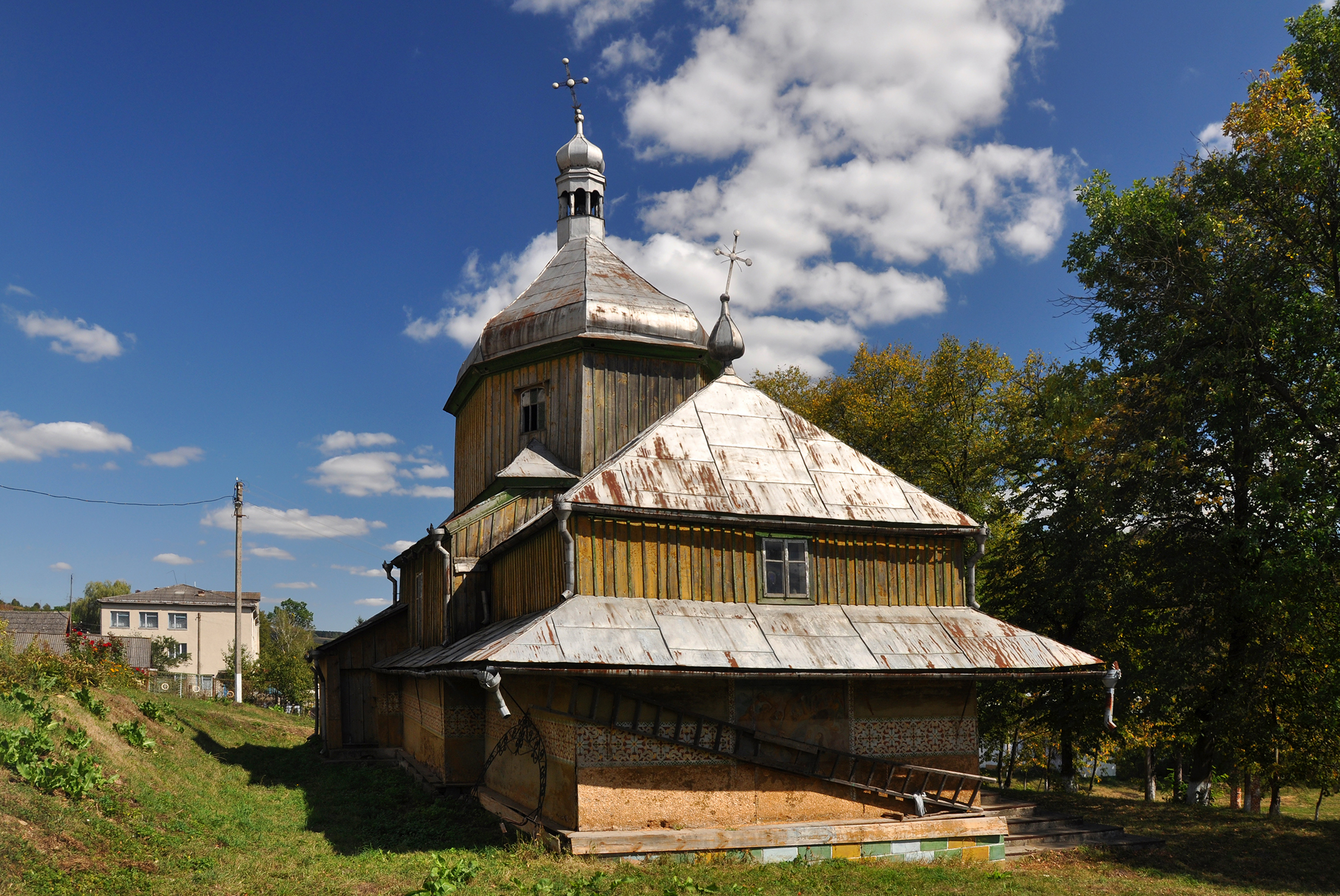
Kościół Wniebowzięcia NMP z 1792 r.